# Salvatore Lauricella
Salvatore Lauricella (Ravanusa, 18 maggio 1922 – Palermo, 7 novembre 1996) è stato un politico italiano, più volte ministro della Repubblica e presidente del PSI durante la segreteria Craxi.

## Biografia
Era figlio dell'avvocato Giuseppe Lauricella, tra i fondatori del Partito Socialista nell'agrigentino.
Dopo gli studi svolti tra Licata, Canicattì e Crotone, ha conseguito il diploma di maturità classica presso il Liceo "Pitagora".
Ne 1945 ha ottenuto la laurea in giurisprudenza presso l'Università degli Studi di Palermo, esercitando successivamente la professione di avvocato. Nel 1946, sostenuto dal Partito Socialista Italiano, è divenuto sindaco del suo paese natale (Ravanusa) alla giovane età di 24 anni. Ricoprirà tale carica più volte, a più riprese, fino al 1992.
Leader storico del socialismo siciliano e nazionale, da segretario regionale del PSI in Sicilia (incarico ricoperto tra il 1959 e il 1970), fu l'ideatore e il promotore del primo governo di centro-sinistra in Italia. Tale Governo si formò a livello regionale grazie all'accordo con la Democrazia Cristiana di D'Angelo.
È stato deputato nazionale dal 1963 al 1981 e, nuovamente, dal 1992 al 1994.
All'interno del PSI aderì alla corrente demartiniana e nel 1968 fu nominato Ministro per la ricerca scientifica.
Tra il 1970 e il 1974 fu Ministro dei lavori pubblici nei governi Rumor I e Colombo.
Nel 1976 fu tra i candidati a segretario del PSI. In seguito divenne il vice di Bettino Craxi e, due anni dopo, divenne il Presidente del PSI.
Nel 1981 fu eletto deputato regionale in Sicilia. Per due legislature (tra il 1981 e il 1991) fu presidente dell'Assemblea Regionale Siciliana.
Nel 1992 tornò alla Camera e nel marzo del 1994, dopo l'inchiesta Mani pulite e lo sgretolamento del partito del garofano, si ritirò a vita privata, fino alla morte, sopraggiunta nell'autunno 1996 all'età di 74 anni.
Era padre di Giuseppe Lauricella, futuro deputato del PD.